# Ciguli

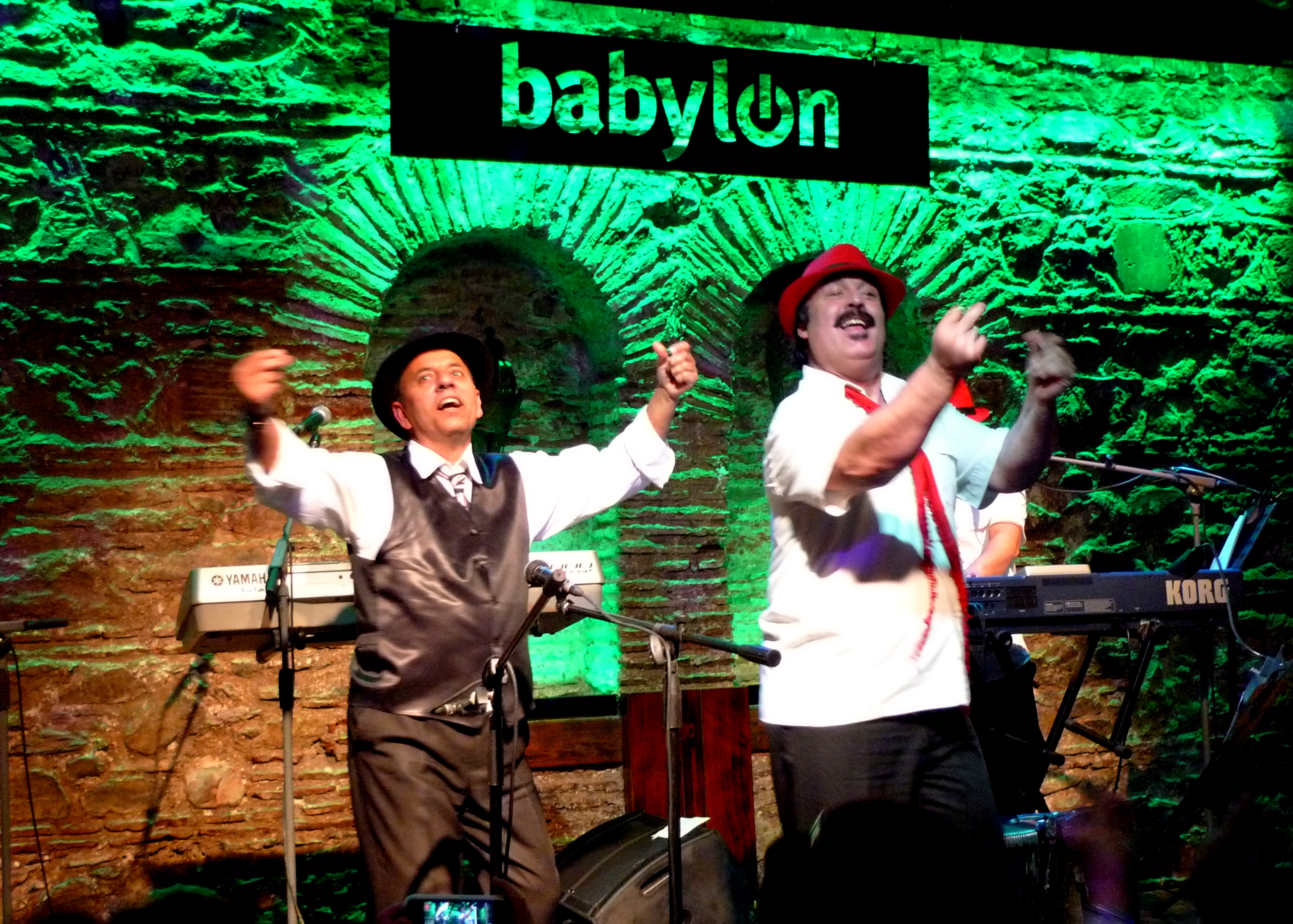
Ciguli (links) im Istanbuler Club Babylon (2010)

Ciguli (bürgerlich: bulgarisch Ангел Йорданов Капсов Angel Jordanov Kapsov; eigentlich: Ahmet Juguli; * 1. März 1957 in Chaskowo, Bulgarien; † 31. Oktober 2014 in Sofia) war ein bulgarischer Tschalga-Sänger und Akkordeon-Virtuose roma-türkischer Abstammung, der insbesondere in der Türkei große Erfolge hatte.

## Leben
Ciguli wurde als Sohn einer türkischstämmigen Familie in Chaskowo geboren. Sein eigentlicher Name war Ahmet, doch aufgrund der zu jener Zeit in Bulgarien geltenden Restriktionen gegen islamische und türkische Namen wurde ihm offiziell der Name Angel Jordanov Kapsov zugewiesen. Innerhalb der Familie und im Freundeskreis blieb er jedoch weiterhin Ahmet. Nach dem frühen Tod seines Vaters Hüseyin im Jahr 1972 musste Ciguli, eines von fünf Kindern, bereits als Jugendlicher zum Lebensunterhalt der Familie beitragen. Er begann, auf Hochzeiten Akkordeon zu spielen und entwickelte sich rasch zu einem gefragten Musiker. Sein Künstlername Ciguli leitet sich vom in Osteuropa populären sowjetischen Automodell WAS-2101 („Schiguli“) ab. Aufgrund seines schnellen und virtuosen Akkordeonspiels wurde er nach diesem Auto benannt. Im Jahr 1974 heiratete er Ayten Hanım, mit der er zwei Söhne, İbrahim und Ferdi, hatte. 1990 zog er gemeinsam mit seinem Bruder in die Türkei, wo er zunächst in Restaurants und auf Hochzeiten in Istanbul auftrat. Ciguli starb am 31. Oktober 2014 im Alter von 57 Jahren in Sofia, nachdem er sich wegen Herzproblemen in ärztliche Behandlung begeben hatte. Er wurde in seiner Heimatstadt beerdigt.

## Musikalische Karriere
Ciguli veröffentlichte 1993 sein erstes Album. Der Durchbruch gelang ihm 1999 mit dem Song Binnaz, der ihn landesweit in der Türkei bekannt machte. Sein Stil vereinte Elemente der Balkanmusik, Roma-Musik und des türkischen Pop-Folk (Tschalga). Zu seinen bekanntesten Liedern zählen neben Binnaz auch Şiki Şiki Baba, Yapma Bana Numara!. Er arbeitete auch als Akkordeonist mit Künstlern wie Sibel Can und İbrahim Tatlıses zusammen. Seine Musik wurde zudem als Soundtrack in Filmen wie Eyyvah Eyvah 2 (2011) verwendet. Shantel veröffentlichte eine Dub-Version des Songs Binnaz unter dem Titel Binaz in Dub und einen Remix von Şiki Şiki Baba auf seinem 2009 erschienenen Album Planet Paprika.

## Diskografie

### Alben
- 1999: Ciguli
- 2000: Horozum
- 2006: Ben Akordiyonum
- 2007: Tersyorum
- 2010: Sensiz Kaldım Şimdi

### Singles (Auswahl)
- 1999: Binnaz
- 2003: Sabır

## Filmografie
- 1998: Bizim Sokak (TV-Serie)
- 2003: Neredesin Firuze?
- 2004: Biz Boşanıyoruz (TV-Serie)
- 2012: Bu Son Olsun
- 2014: Olur Olur
- 2015: Limonata